# Papa Lucio III
Lucio III, nato Ubaldo Allucingoli (Lucca, 1097-1105 – Verona, 25 novembre 1185), è stato il 171º papa della Chiesa cattolica dal 1181 alla sua morte.

## Biografia
Nativo della città di Lucca, era figlio di Orlando Allucingoli. 
Non si hanno notizie se fosse imparentato con i nobili lucchesi.

### Carriera ecclesiastica
Monaco dell'Ordine cistercense, nel 1138 venne nominato da papa Innocenzo II cardinale diacono di Sant'Adriano al foro, quindi promosso cardinale presbitero di Santa Prassede nel maggio del 1141. Grazie alle sue capacità scalò rapidamente le gerarchie della Curia e nel 1158 fu nominato cardinale-vescovo di Ostia e Velletri da papa Adriano IV. Ricevette la consacrazione episcopale nel 1159. Fu uno dei cardinali più influenti durante il pontificato di papa Alessandro III. Nel 1156 condusse a Benevento le trattative con Guglielmo I di Sicilia. Fu legato apostolico in Sicilia nel 1166 e 1167. Nel medesimo anno e nei due seguenti fu legato pontificio a Costantinopoli. Fu Decano del Sacro Collegio dal 1163 alla sua elezione al Soglio Pontificio.
La sua elezione fu la prima nel medioevo (non solo fra quelle papali, ma anche di quelle di re e imperatori) in cui fosse stato fissato il principio di maggioranza, nel caso del conclave maggioranza qualificata di due terzi dei votanti, sulla base del licet de vitanda discordia di Alessandro III del 1179; fino a quel momento tutte le nomine, anche quando si parla di "elezione", avvenivano invece col metodo che oggi definiamo "acclamazione".

#### Conclavi
Come cardinale, Ubaldo Allucingoli partecipò ai seguenti conclavi:
- conclave del 1143, che elesse papa Celestino II
- conclave del 1144, che elesse papa Lucio II
- conclave del 1145, che elesse papa Eugenio III
- conclave del 1153, che elesse papa Anastasio IV
- conclave del 1154, che elesse papa Adriano IV
- conclave del 1159, che elesse papa Alessandro III
- conclave del 1181, nel quale fu eletto egli stesso.

### Pontificato
Dopo essere stato eletto papa, a 84 anni, fu incoronato a Velletri, città dov'era vescovo, tenne qui anche la sede pontificia per due anni, e qui fece le sue prime promozioni cardinalizie. Visse a Roma dal novembre 1181 al marzo 1182, ma il dissenso che regnava in città lo spinse a passare il resto del suo pontificato fuori dall'Urbe, principalmente a Velletri e Anagni, infine a Verona.

#### Relazioni con l'imperatore
Lucio si scontrò con l'imperatore Federico I per il possesso dei territori che erano appartenuti alla contessa Matilde di Toscana. La controversia sulla successione all'eredità della contessa era rimasta in sospeso dalla Pace di Venezia (conclusa dal suo predecessore Alessandro III nel 1177), e l'imperatore Federico propose nel 1182 che la Santa Sede dovesse rinunciare alle sue pretese, ricevendo in cambio due decimi delle entrate imperiali dell'Italia: un decimo per il Papa e l'altro per i cardinali. Lucio non acconsentì né a questa proposta, né ad un compromesso avanzato da Federico l'anno successivo; tantomeno la discussione personale tra i due potenti, che si svolse a Verona nell'ottobre del 1184, portò a risultati definitivi.
Nel frattempo apparvero altri motivi di disaccordo nel rifiuto del Papa a soddisfare i desideri di Federico circa la regolamentazione delle elezioni episcopali tedesche, che si erano svolte durante lo scisma, e in particolare delle contestate elezioni per la sede episcopale di Treviri nel 1183. 
Nel 1184 Lucio III incontrò in Ciociaria Gioacchino da Fiore abate di Corazzo, al tempo in cui il Calabrese sostava a  Casamari, per circa un anno e mezzo (1183-1184), ospite dall'abate Giraldo. La Curia Pontificia, informata degli studi teologici sulle Sacre Scritture che conduceva l'abate Gioacchino, gli chiese l'interpretazione di una profezia ignota, ritrovata nel lascito del cardinale Matteo di Angers, a seguito del discernimento il Pontefice gli concesse la Licentia Scribendi e lo esortò a scrivere e a completare al più presto le sue opere e di portarle a Roma per la prescritta approvazione apostolica. Ciò è tramandato da Luca Campano e dallo stesso fondatore della Congregazione Florense.
Nel perseguimento della sua politica di difesa delle prerogative pontificie, Lucio infine declinò, nel 1185, l'invito a incoronare Enrico VI come successore predestinato di Federico, e la frattura tra impero e Santa Sede divenne ancor più ampia sulle questioni della politica italiana.

#### Ultimi anni
Nel novembre 1184 Lucio III tenne un sinodo a Verona, che condannò Catari, Patarini, Valdesi e Arnaldisti, e anatemizzò tutti quelli che erano stati dichiarati come eretici e i loro sostenitori. Al termine del sinodo con la bolla Ad abolendam condannò tutte le forme di eresia e ingiunse a tutti i vescovi di compiere accurate inchieste sull'eresia nella loro diocesi, una o due volte all'anno.
Nel 1185 cominciarono i preparativi per la Terza crociata, in risposta agli appelli di Baldovino IV di Gerusalemme. Prima che questi venissero completati, Lucio morì a 88 anni a Verona e fu sepolto nella cattedrale di quella città.

#### Concistori per la creazione di nuovi cardinali
Papa Lucio III durante il suo pontificato ha creato 17 cardinali nel corso di 5 distinti concistori.

## Successione apostolica
La successione apostolica è:
- Papa Alessandro III (1159)
- Arcivescovo John Comyn, O.S.B. (1182)